# Frank Roßner
Frank Roßner (* 19. April 1960) ist ein deutscher Politiker (SPD).

## Beruf
Roßner studierte Mathematik, Physik, Informatik und Ethik auf Lehramt und unterrichtete an Schulen in Schwedt, Krölpa und Pößneck. 

## Politik
Roßner war ab 1985 Mitglied der DDR-Staatspartei SED. Während der Wende 1989 schloss er sich dem Neuen Forum an und wurde im Januar 1990 offiziell Mitglied der SPD. Er war für die nächsten vier Jahre aktives Mitglied, stellte sich aber nicht für Posten oder Mandate zur Verfügung. Roßner war Mitglied im SPD-Landesvorstand und bis 2012 einer von vier stellvertretenden Landesvorsitzenden des SPD-Landesverbandes Thüringen. 
Von 2000 bis 2012 war Roßner Landrat im Saale-Orla-Kreis. 2003 enthob er den CDU-Bürgermeister von Pößneck wegen einer angeblichen Vielzahl von Dienstvergehen vorläufig des Dienstes. Das Thüringer Oberverwaltungsgericht hob die Entscheidung auf, nachdem das Landratsamt anderthalb Jahre lang keine hinreichenden Beweise für die Vorwürfe beibringen konnte. Bei der Landratswahl im Januar 2012 unterlag Roßner in der Stichwahl dem Herausforderer Thomas Fügmann (CDU). 
Nach seiner Abwahl als Landrat wurde Roßner Referent am Thüringer Institut für Lehrerfortbildung, Lehrplanentwicklung und Medien in Bad Berka. Ab Mai 2013 leitete er ein Referat im Thüringer Kultusministerium.
Roßner kandidierte bei der Landtagswahl in Thüringen 2014 erfolglos als Direktkandidat im Wahlkreis Saale-Orla-Kreis II und auf Platz 26 der Landesliste.
Seit Anfang 2015 ist Roßner Präsident des Thüringer Landesverwaltungsamtes, die offizielle Amtseinführung erfolgte am 19. Februar. Der Präsident des Thüringer Rechnungshofs bemängelte, dass die Vergabe des Postens ohne Ausschreibung erfolgt sei, auch für politische Beamte gelte das Verfassungsprinzip der Bestenauslese. Nach seinem Amtsantritt prognostizierte Roßner die Ankunft von höchstens 13.000 Flüchtlingen in Thüringen im Jahr 2015, es kamen rund 30.000.